# Cantone di Pont-Aven
Il Cantone di Pont-Aven era una divisione amministrativa dell'arrondissement di Quimper.
A seguito della riforma approvata con decreto del 13 febbraio 2014, che ha avuto attuazione dopo le elezioni dipartimentali del 2015, è stato soppresso.

## Composizione
Comprendeva i comuni di:
- Moëlan-sur-Mer
- Névez
- Pont-Aven
- Riec-sur-Bélon